# Bruno Geisler
Bruno Geisler (* 5. Oktober 1857 in Mittelwalde, Kreis Habelschwerdt, Provinz Schlesien; † 7. Oktober 1945 in Dresden) war ein deutscher Naturaliensammler, Ornithologe, Präparator, Taxidermist, Vogelmaler und Illustrator.

## Leben
Bruno Geisler besammelte gemeinsam mit seinem jüngeren Bruder Hubert Geisler für den Naturalienhändler Wilhelm Schlüter und dessen Firma Wilhelm Schlüter, Naturalien- und Lehrmittelhandlung in Halle an der Saale sowie auch für das Königliche Zoologische und Anthropologisch-Ethnographische Museum zu Dresden (heute Museum für Tierkunde Dresden und Museum für Völkerkunde Dresden) 1887 bis 1889 auf Ceylon und Java und von 1890 bis 1892 in Neuguinea die lokale Vogelwelt. Die von den Gebrüdern Geisler nach Deutschland geschickten Vogelbälge wurden in Dresden von Adolf Bernhard Meyer untersucht und in den Jahren 1891, 1892 und 1893 beschrieben.
Anfang 1893 kam Bruno Geisler wieder nach Deutschland zurück und wurde von Adolf Bernhard Meyer zunächst als Hilfspräparator an der Zoologischen Abteilung des Königlichen Zoologischen und Anthropologisch-Ethnographischen Museums in Dresden angestellt, wo er in der Folge dann 30 Jahre tätig war und 1923 als Oberkonservator in Ruhestand ging. Er war bekannt für seine gemalten Vogelbilder und illustrierte unter anderem das von Adolf Bernhard Meyer gemeinsam mit Lionel William Wiglesworth 1898 in Berlin veröffentlichte zweibändige Werk The Birds of Celebes and the Neighbouring Islands sowie auch die Tafeln im Atlas des Werks von Anton Reichenow über Die Vögel Afrikas von 1902.
Er wurde am 10. Oktober 1945 auf dem St.-Pauli-Friedhof in Dresden bestattet.
Adolf Bernhard Meyer benannte zu Ehren der Gebrüder Geisler unter anderem den Laubenvogel Ailuroedus geislerorum Meyer, 1891 und den Drosselflöter Ptilorrhoa geislerorum (Meyer, 1892) sowie zu Ehren von Bruno Geisler die Unterart des Paradiesvogels Drepanornis albertisi geisleri Meyer, 1893. Oskar Böttger benannte zu Ehren der Gebrüder Geisler den Engmaulfrosch Oreophryne geislerorum (Boettger, 1892).